# Obenbergerula
Obenbergerula es un género de escarabajos de la familia Buprestidae.

## Especies
- Obenbergerula confusa Bellamy, 1991
- Obenbergerula horni (Hoscheck, 1931)
- Obenbergerula paradoxa (Hoscheck, 1931)